# Mykola Solskyj
Mykola Tarasovyč Solskyj (ukrajinsky Микола Тарасович Сольський; * 22. května 1979 Lvovská oblast, Ukrajinská SSR, Sovětský svaz) je ukrajinský politik, právník a podnikatel v zemědělství. V parlamentních volbách v roce 2019 byl zvolen za stranu Služebník lidu do ukrajinského parlamentu. Od roku 2022 působí ve vládě Denyse Šmyhala jako ministr zemědělství.
V červnu 2022 v rozhovoru s agenturou Reuters informoval, že Ukrajina v důsledku ruské agrese přijde nejméně o tři zemědělské sezóny.